# HTC HD2
HTC HD2 （也称为 HTC T8585, HTC T9193 和 HTC Leo），是台湾宏达电公司设计、制造的智能手机，采用微软Windows Mobile 6.5 Professional操作系统 ，于2009年11月在欧洲发布，其他地区（包括北美）将会在2010年销售。

## 描述
这是首部4.3英寸触摸屏的智能手机，也是第一部基于Window Mobile操作系统支持多点触摸的电容式手机，同时也是第二部使用Snapdragon ARM CPU（第一部是Toshiba TG01）的智能手机。使用HTC Sense。因为旧的Windows Mobile 6.5主要使用手写笔进行输入，因此HTC也销售一种可用于HD2的手写笔，手写笔是可选的。一些Windows Mobile应用程序是基于手写笔进行设计的，而不是手指触摸，因此仍然需要使用手写笔才能有效的使用。
HTC HD2 2009年發表至今，網路上一直有人將其稱為神機，那是因為 HD2 可以刷入多種手機作業系統；以致於形成了一條黃金法則，只要有新的系統版本（到Android 8 Oreo為止），基本上 HD2 都能嘗到。

## 升级与修改
原本HTC有将HD2升级到Windows Phone 7的计划，但由于微软的要求，以及HD2硬件按键与WP7要求的一些出入（没有搜索键和相机快门但却在前部有五个按键），最终HD2的官方ROM停留在了Windows Phone 6.5上。
和缩小版HTC HD Mini已经升级到Windows Mobile的最后一个版本6.5.3不同，HD2对6.5.3和之后的测试版本支持都是社区实现的。
目前HD2上已有Android 2.2(Froyo)、2.3(Gingerbread)、4.0(ICS)、4.1(Jelly Bean),4.2(Jellybean),5.0(Lollipop),6.0(Marshmallow),7.0(Nougat),7.1(Nougat), Ubuntu、MeeGo、Firefox OS、Windows 95和Windows Phone 7的第三方移植。由於移植的成熟度问题，目前只有Android和Windows Phone 7可以较完美的執行，但这对于手机而言已经是十分强大了。

## 问题
HTC HD2 遭遇了一系列的问题：
- 一些HD2手机照相存在缺陷，导致描述为“粉红色光环”的色偏出现在所有的照片上.[22][23]HTC已经为此发布了一个补丁包，使用者可以通过USB线将手机连接到Windows电脑上进行安装，但是，无法修复出现缺陷的照片，而且，HD2的屏幕中央仍然会出现摄像头导致的粉红色光环。[6][21]

- 另一个问题是与手机的发送短信程序有关，在HTC Sense中发送的短信会停留在发送箱而不会被传送到接收器[24]。HTC已经发布了一个补丁包，但很多用户还是报告说，即使是在安装完补丁后问题仍然存在[21][25].。

- 作为第一部使用电容触摸屏的 Windows Mobile 手机，用户手指很难在大屏幕上准确地点击位置，即使是在手指没有移动的情况下，手机确定的位置时常都会在两个相邻位置摆动。HTC正在解决这个问题。[21][26]

## Magldr
Magldr 是一種由DFT團隊(DarkForceTeam)開發。專門為HTC HD2設計的前導(Bootloader)。

### 版本
目前最新版本為：Magldr1.13

### 功能
作為HTC HD2的前導系統，功能類似於電腦的BIOS。安裝完後開機便會進入此系統，再從此系統執行命令。其中此前導功能如下：
1. Boot WPH：以Windows Phone 7系統開機。
2. Boot AD SD：以SD卡的Android系統開機。但Android系統的檔案必須放在SD卡的根目錄。
3. Boot AD NAND：以NAND或CWM上的Android系統開機。預設值就是執行這個選項。
4. USB MassStg：將HD2當讀卡機使用。執行完成後可按Power鍵回到主選單。但1.13版本後，此項功能有問題。
5. USB Flasher：刷DAF版本的ROM，通常用來刷CWM或Windows Phone 7。
6. USB TTY
7. AD Hardreset：把NAND上的Android版本回復初始設定。
8. AD Recovery：開啟CWM。
9. Tetris：俄羅斯方塊遊戲，按音量鍵就會開始，下面五個按鍵分別是「左、下、右、無用、旋轉」，死掉後按Home鍵便可離開。
10. Services：設定
  1. BootSettings：
    1. 「Boot source」：設定內建是用NAND開機或SD開機。
    2. 「AlwaysMenu」：開機直接進入Magldr的選單。
    3. 「AD SD Dir」：選擇SD卡上Android開機目錄。此外，這裡會用DOS的8.3的檔名格式，若目錄太長就會被切掉加上數字編號。

  2. DMESG to SD
  3. DumpUDtoSD
  4. UseLast24NAND
  5. ClearSD MBR
11. Reset：重新開機。
12. PowerDown：關機。